# Juli Grani
Juli Grani o Juli Granià (en llatí Julius Granius o Julius Granianus) va ser un retòric romà que va viure en temps de l'emperador Alexandre Sever. Juntament amb Juli Frontí i Bebi Macrí va ser mestre de l'emperador.
Se sap que va escriure alguna obra sobre declamació però no s'ha conservat.